# Willem van Sonnac
Willem van Sonnac (Frans: Guillaume de Sonnac) († 5/6 april 1250) was vanaf 1247 tot aan zijn dood grootmeester van de Orde van de Tempeliers. Hij volgde in 1247 Richard de Bures op.

## Afkomst
Sonnac werd geboren in een adellijke familie uit het toenmalige Franse graafschap Rouergue. De geboortedatum van Sonnac is niet bekend. Hij werd door de Engelse historicus Matthew Paris beschreven als een discrete en oplettende man, die ook goed was opgeleid in de zaken wat betreft een oorlog.
Sonnac was al voor zijn aanstelling van grootmeester een van de grote kanshebbers om die positie later in te vullen. Hij vervulde al in Aquitanië al een hoge functie binnen de Orde en hij deed zijn intrede in het Heilige land in 1247. Nadat Armand de Périgord in 1244 na de Slag bij La Forbie gevangen was genomen, had de Orde al een tijdelijke vervanger: Richard de Bures. Maar Sonnac werd toen al genoemd als vervanger van de grootmeester.

## Grootmeester
De regeringsjaren onder Sonnac behoren tot de bloedigste in de geschiedenis van de Orde. Het koninkrijk Jeruzalem had in 1247 al belangrijke plaatsen waaronder Tiberias en Ashkelon verloren aan de islamieten. Daarom was koning Lodewijk IX van Frankrijk een campagne gestart. Sonnac zeilde hem tegemoet om voorbereidingen te treffen voor de komende oorlog.
Het eerste wapenfeit van de kruistocht werd beslecht bij de stad Damiate. De kruisvaarders slaagden erin de stad te veroveren. De Egyptische sultan bood Jeruzalem als ruilobject aan, maar Lodewijk was nog niet tevreden en wilde meer. Daarom deden de kruisvaarders een poging om de stad Caïro te veroveren. Deze veldtocht liep echter op een deceptie uit, waarbij in de Slag bij El-Mansoera de Franse koning gevangen werd genomen en veel Tempeliers sneuvelden. Tijdens de volgende veldslag bij Fariskur werd Sonnac gedood. Reinoud de Vichiers volgde Sonnac op.

## Kronieken
Sonnac was een van de eerste grootmeesters die de hiërarchie van de Orde optekende en andere zaken beschreef. Daarom is het vrij opmerkelijk dat hij geen melding maakt van zijn geboortejaar.